# Editio princeps (Urheberrecht)
Der lateinische Begriff editio princeps bezeichnet eine Bestimmung des Urheberrechts, die besondere Schutzrechte aus der Erstveröffentlichung nachgelassener Werke herleitet.
Die Bezeichnung stammt von der lateinischen Bezeichnung für die (gedruckte) Erstausgabe bzw. die erste Veröffentlichung eines literarischen bzw. musikalischen Werkes.

## Rechtslage in Deutschland
Seit 1965 kennt das deutsche Urheberrecht Schutzrechte aus der editio princeps, der Erstveröffentlichung nicht erschienener Werke nach Erlöschen des Urheberrechts: In § 71 des Gesetzes über Urheberrecht und verwandte Schutzrechte (Urheberrechtsgesetz, UrhG) regelt es den Schutz der „nachgelassenen Werke“.
Mit der  Richtlinie 93/98/EWG zur Harmonisierung der Schutzdauer des Urheberrechts und bestimmter verwandter Schutzrechte (Schutzdauerrichtlinie) vom 29. Oktober 1993 wurde dieses 25-jährige Leistungsschutzrecht in der Europäischen Union (EU) harmonisiert. In Deutschland wurde die Schutzdauerrichtlinie zum 1. Juli 1995 im Urheberrechtsgesetz umgesetzt.
Am 15. Januar 2007 wurde die 1993er-Richtlinie durch die Richtlinie 2006/116/EG des Europäischen Parlaments und des Rates vom 12. Dezember 2006 über die Schutzdauer des Urheberrechts und bestimmter verwandter Schutzrechte ersetzt.
Anders als § 70 UrhG, der Ausgaben urheberrechtlich nicht geschützter Werke oder Texte wissenschaftlicher Tätigkeit schützt, verleiht § 71 UrhG ein Recht am „entdeckten“ Werk. Voraussetzung ist nach höchstgerichtlicher Rechtsprechung, dass derjenige, der sich auf die „editio princeps“ beruft, nachweist, dass das Werk bisher nicht „erschienen“ ist. Ein Werk ist grundsätzlich dann im Sinne des § 6 Abs. 2 UrhG erschienen, wenn mit Zustimmung des Berechtigten Vervielfältigungsstücke des Werkes nach ihrer Herstellung in genügender Anzahl der Öffentlichkeit angeboten oder in Verkehr gebracht worden sind.
Praktische Bedeutung besitzt § 71 UrhG vor allem im Bereich der Musikedition.

### Der Fall „Himmelsscheibe“

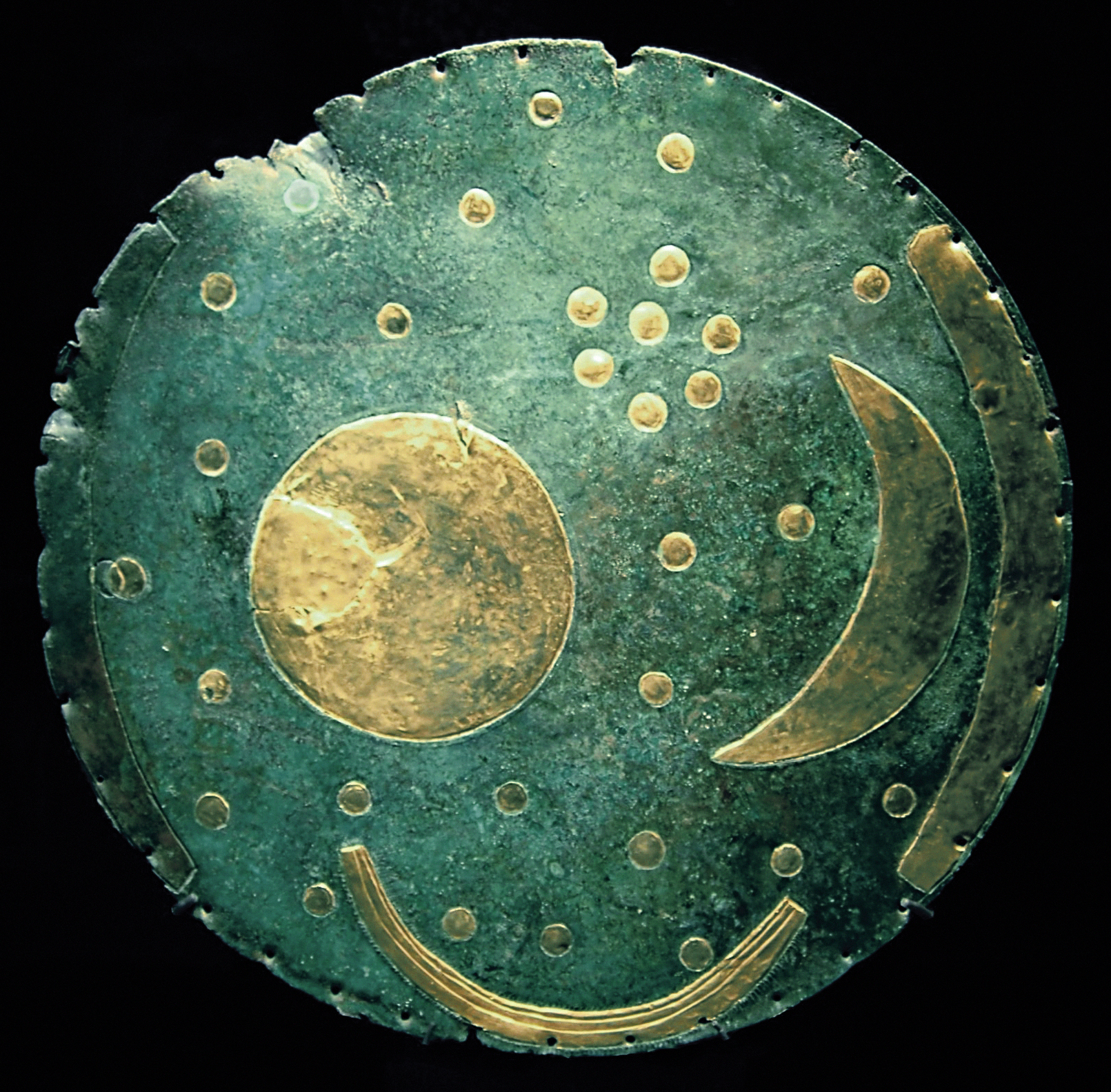
Die Himmelsscheibe von Nebra

2003 wurde vom Landgericht Magdeburg die vom Land Sachsen-Anhalt im Rahmen einer Pressekonferenz veranlasste Ausgabe von Abbildungen der Himmelsscheibe von Nebra in einer Pressemitteilung und auf einer CD-Rom als „Erscheinen“ im Sinne einer editio princeps gewertet; dies hat zur Folge, dass das Land Sachsen-Anhalt bis 25 Jahre nach dem ersten Erscheinen von Abbildungen der Himmelsscheibe, die von ihm autorisiert wurden, gleich einem Urheber jegliche Verwertung kontrollieren kann. Das Landgericht Magdeburg sprach im Oktober 2003 dem Land Sachsen-Anhalt für die am 4. Juli 1999 entdeckte, gut 3.600 Jahre alte Himmelsscheibe solche Rechte zu.
In einem weiteren Verfahren entschied ebenfalls das Landgericht Magdeburg im April 2005, dass auch eine der Himmelsscheibe nachgebildete Illustration auf dem Titel eines Buches die Rechte des Landes Sachsen-Anhalt aus der editio princeps verletzt.
Diese Entscheidungen des Landgerichts Magdeburg gelten jedoch mittlerweile aufgrund der Entscheidungen im Motezuma-Fall als überholt.

### Der Fall „Motezuma“

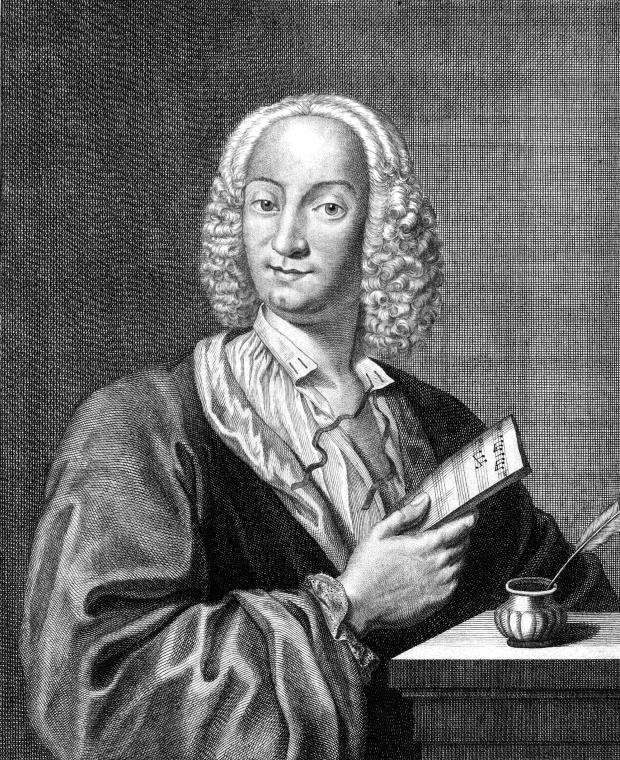
Antonio Vivaldi; Kupferstich von François Morellon de la Cave, 1725

Im Juli 2005 ließ die Sing-Akademie zu Berlin unter Berufung auf § 71 UrhG mittels einstweiliger Verfügung des Landgerichts  Düsseldorf die Aufführung einer jüngst in ihrem Archiv (wieder-)entdeckten Partitur der Vivaldi-Oper Motezuma verbieten. Das Oberlandesgericht Düsseldorf hob dieses Verbot im August 2005 auf.
Entscheidend war dabei, dass das Gericht es als nicht erwiesen ansah, dass das Werk bisher nicht erschienen ist. Als Ausnahme von der grundsätzlichen Benutzungsfreiheit sei § 71 UrhG eng auszulegen. Die Beweislast, dass die Oper nicht erschienen ist, liegt bei demjenigen, der sich auf die editio princeps beruft. Als „Erscheinen“ im Sinne des Gesetzes hat das Gericht auch anerkannt, dass das Werk – wie zur Entstehungszeit bei anderen vergleichbaren Opern üblich – von Kopisten für das interessierte Publikum vervielfältigt und versandt wurde.
Am 22. Januar 2009 entschied der Bundesgerichtshof letztinstanzlich, dass die Sing-Akademie kein entsprechendes Leistungsschutzrecht an der Partitur genießt, da davon auszugehen ist, dass die Komposition bereits 1733 erschienen ist.

## Rechtslage in Österreich
In Österreich spricht § 76b des österreichischen Urheberrechtsgesetzes nur von der „Veröffentlichung“, nicht jedoch vom „Erscheinen“: „Wer ein nichtveröffentlichtes Werk, für das die Schutzfrist abgelaufen ist, erlaubterweise veröffentlicht, dem stehen die Verwertungsrechte am Werk wie einem Urheber zu. Dieses Schutzrecht erlischt fünfundzwanzig Jahre nach der Veröffentlichung; die Frist ist nach § 64 zu berechnen.“ Ein Werk ist gemäß § 8 Urheberrechtsgesetz veröffentlicht, wenn es „mit Einwilligung des Berechtigten der Öffentlichkeit zugänglich gemacht worden ist.“ Darunter fallen auch öffentliche Wiedergaben (beispielsweise Opernaufführungen) und Ausstellungen.

## Rechtslage in der Schweiz
Die Schweiz kennt eine editio-princeps-Regelung bis heute nicht.

## Kritik
Kritiker verweisen auf die Einschränkung der Wissenschaftsfreiheit durch § 71 UrhG und darauf, dass beispielsweise in der Schweiz, wo eine solche Vorschrift nicht vorhanden ist, kein Rückgang im wissenschaftlichen Editionswesen feststellbar sei.